# Amme (Fluss)
Der Amme-Fluss (estnisch Amme jõgi) ist ein 59 km langer Fluss in Estland.
Sein Einzugsgebiet umfasst 501 km². Der Fluss legt ein Gefälle von 51,6 m zurück. Die Zuflüsse sind Kõla oja, Nava oja, Kirjasoo peakraav, Vara oja, Preedi oja, Lubja oja, Vedu peakraav, Kõrveküla kraav und Mudajõgi. Am Amme-Fluss fließt u. a. durch das Dorf Palamuse.
Der Amme-Fluss entspringt im See Kuremaa (Kuremaa järv). Er mündet in den Emajõgi (deutsch Embach). In der Nähe der Mündung befand sich bis zur Zerstörung 1558 das Zisterzienser-Kloster Kärkna, die größte Wasserburg auf dem Gebiet des heutigen Estlands.